# Ridne (Djankoi)
Ridne (en (ucraïnès): Рідне, en rus: Родное, Rodnoie) és un poble de la República Autònoma de Crimea a Ucraïna, que el 2014 tenia 183 habitants. Pertany al districte rural de Djankoi.